# Popovac Subocki
Popovac is een plaats in de gemeente Novska in de Kroatische provincie Sisak-Moslavina. De plaats telt 7 inwoners (2001).